# Lekkoatletyka na Letnich Igrzyskach Olimpijskich 1984 – trójskok mężczyzn
Trójskok mężczyzn podczas XXIII Letnich Igrzysk Olimpijskich w Los Angeles rozegrano 3 (kwalifikacje) i 4 sierpnia 1984 (finał) na stadionie Los Angeles Memorial Coliseum. Zwycięzcą został reprezentant Stanów Zjednoczonych  Al Joyner.

## Rekordy
|                   | Zawodnik                | Narodowość | Wynik | Data                      | Miejsce |
| ----------------- | ----------------------- | ---------- | ----- | ------------------------- | ------- |
| Rekord świata     | João Carlos de Oliveira | Brazylia   | 17,89 | 15 października 1975(dts) | Meksyk  |
| Rekord olimpijski | Wiktor Saniejew         | ZSRR       | 17,39 | 17 października 1968(dts) | Meksyk  |

## Wyniki
| Poz. - pozycja |
| – rekord świata \| – rekord krajowy \| – rekord życiowy \| = – wyrównany rekord życiowy \| · – najlepszy wynik w sezonie \| = – wyrównany najlepszy wynik w sezonie \| – rekord olimpijski |
| Fn – falstart \| DNF – nie ukończył \| DNS – nie wystartował \| DSQ – zdyskwalifikowany |

### Kwalifikacje
Do finału awansowali zawodnicy, którzy osiągnęli minimum 16,60 m (Q), względnie 12 najlepszych (gdyby mniej niż 12 zawodników osiągnęło minimum, q). Skoczkowie startowali w dwóch grupach (A i B).
| Poz. | Grupa | Zawodnik              | Reprezentacja     | Próby  | Próby  | Próby  | Wynik  | Uwagi |
| Poz. | Grupa | Zawodnik              | Reprezentacja     | 1      | 2      | 3      | Wynik  | Uwagi |
| ---- | ----- | --------------------- | ----------------- | ------ | ------ | ------ | ------ | ----- |
| 1.   | A     | Mike Conley           | Stany Zjednoczone | 17,36  | –      | –      | 17,36  | Q     |
| 2.   | A     | Eric McCalla          | Wielka Brytania   | 17,01  | –      | –      | 17,01  | Q     |
| 3.   | B     | Ajayi Agbebaku        | Nigeria           | 16,93  | –      | –      | 16,93  | Q     |
| 4.   | A     | Al Joyner             | Stany Zjednoczone | 16,30  | 16,45  | 16,85  | 16,85  | Q     |
| 5.   | B     | Zou Zhenxian          | Chiny             | 16,27  | 16,68  | –      | 16,68  | Q     |
| 6.   | B     | John Herbert          | Wielka Brytania   | 16,64  | –      | –      | 16,64  | Q     |
| 7.   | B     | Joseph Taiwo          | Nigeria           | 16,38  | 16,61  | –      | 16,61  | Q     |
| 8.   | B     | Keith Connor          | Wielka Brytania   | 16,60  | –      | –      | 16,60  | Q     |
| 9.   | B     | Willie Banks          | Stany Zjednoczone | x      | 16,12  | 16,59  | 16,59  | q     |
| 10.  | B     | Hassan Badra          | Egipt             | 15,72  | 16,48w | x      | 16,48w | q     |
| 11.  | A     | Peter Bouschen        | RFN               | x      | 15,64  | 16,40w | 16,40w | q     |
| 12.  | B     | Mamadou Diallo        | Senegal           | x      | 15,91  | 16,18  | 16,18  | q     |
| 13.  | B     | Dimitrios Michas      | Grecja            | 16,01  | 16,15  | x      | 16,15  |       |
| 14.  | A     | Steve Hanna           | Bahamy            | 16,02  | 16,14  | 15,00  | 16,14  |       |
| 15.  | A     | Dario Badinelli       | Włochy            | 16,13  | 16,11w | 15,98  | 16,13  |       |
| 16.  | B     | Abcélvio Rodrigues    | Brazylia          | 16,12  | 15,86  | 15,14  | 16,12  |       |
| 17.  | B     | Ralf Jaros            | RFN               | x      | x      | 16,02  | 16,02  |       |
| 18.  | A     | Thomas Eriksson       | Szwecja           | 15,97  | x      | 14,99  | 15,97  |       |
| 19.  | A     | Ken Lorraway          | Australia         | 15,26  | 15,92  | x      | 15,92  |       |
| 20.  | A     | Moses Kiyai           | Kenia             | 15,83  | 15,90  | x      | 15,90  |       |
| 21.  | A     | Paul Emordi           | Nigeria           | 15,57  | x      | 15,88  | 15,88  |       |
| 22.  | A     | Yasushi Ueta          | Japonia           | 15,64  | x      | 15,66  | 15,66  |       |
| 23.  | B     | Francis Dodoo         | Ghana             | 15,55w | 15,27  | 14,99  | 15,55w |       |
| 24.  | B     | Park Yeong-jun        | Korea Południowa  | 15,54  | x      | x      | 15,54  |       |
| 25.  | A     | Abdoulaye Traoré      | Mali              | 15,32  | 14,95  | 14,98  | 15,32  |       |
| 26.  | B     | Denou Koffi           | Togo              | 14,44  | x      | x      | 14,44  |       |
| 27.  | B     | Ernest Tché-Noubossie | Kamerun           | 14,36  | 14,39  | x      | 14,39  |       |
| 28.  | A     | Oscar Diesel          | Paragwaj          | 13,88  | 14,12  | 14,19  | 14,19  |       |
| –    | B     | Ángel Carlos Gagliano | Argentyna         |        |        |        | DNS    |       |

### Finał
| Poz. | Zawodnik       | Reprezentacja     | Próby  | Próby | Próby | Próby | Próby | Próby | Wynik  |
| Poz. | Zawodnik       | Reprezentacja     | 1      | 2     | 3     | 4     | 5     | 6     | Wynik  |
| ---- | -------------- | ----------------- | ------ | ----- | ----- | ----- | ----- | ----- | ------ |
| 01 ! | Al Joyner      | Stany Zjednoczone | 17,26w | 17,04 | 16,83 | –     | 16,94 | 17,04 | 17,26w |
| 02 ! | Mike Conley    | Stany Zjednoczone | 16,91  | x     | 17,18 | x     | x     | x     | 17,18  |
| 03 ! | Keith Connor   | Wielka Brytania   | 16,72  | 16,87 | x     | 16,63 | 16,67 | 16,81 | 16,87  |
| 4.   | Zou Zhenxian   | Chiny             | 16,83  | 16,71 | 16,16 | x     | 16,33 | 16,40 | 16,83  |
| 5.   | Peter Bouschen | RFN               | 16,04  | 16,77 | 16,38 | 16,58 | 16,28 | 16,75 | 16,77  |
| 6.   | Willie Banks   | Stany Zjednoczone | 16,23  | 16,75 | x     | x     | 16,33 | 16,51 | 16,75  |
| 7.   | Ajayi Agbebaku | Nigeria           | 14,84  | 16,67 | –     | –     | –     | –     | 16,67  |
| 8.   | Eric McCalla   | Wielka Brytania   | 16,64  | x     | 15,89 | –     | x     | 16,66 | 16,66  |
| 9.   | Joseph Taiwo   | Nigeria           | 16,36  | 16,64 | 16,61 | 16,12 | 16,57 | 16,32 | 16,64  |
| 10.  | John Herbert   | Wielka Brytania   | 16,35  | 16,05 | 16,40 | NQ    | NQ    | NQ    | 16,40  |
| 11.  | Hassan Badra   | Egipt             | 15,52  | 15,74 | 16,07 | NQ    | NQ    | NQ    | 16,07  |
| 12.  | Mamadou Diallo | Senegal           | 15,99  | 15,69 | –     | NQ    | NQ    | NQ    | 15,99  |